# أولغا غوتيريز
أولغا غوتيريز (بالإسبانية: Olga Gutiérrez Iraolagoite)‏ هي مغنية أرجنتينية وإكوادورية، ولدت في 1928 في Quimilí ‏ في الأرجنتين، وتوفيت في 10 مارس 2015 بسبب السكري.

## وصلات خارجية
- أولغا غوتيريز على موقع ميوزك برينز (الإنجليزية)
- أولغا غوتيريز على موقع ديسكوغز (الإنجليزية)